# Megalopsallus knowltoni
Megalopsallus knowltoni är en insektsart som först beskrevs av Knight 1970.  Megalopsallus knowltoni ingår i släktet Megalopsallus och familjen ängsskinnbaggar. Inga underarter finns listade i Catalogue of Life.